# Municipio de Llera
El municipio de Llera es uno de los cuarenta y tres municipios en que se encuentra dividido el estado mexicano de Tamaulipas, en el noreste del país.

## Geografía
La cabecera del municipio es la villa de Llera de Canales, primer villa fundada por el Conde Don José de Escandón y Helguera, en lo que fuera su gran Colonia del Nuevo Santander; hoy el estado Libre y Soberano de Tamaulipas. El Municipio de Llera está situado en la porción media del territorio estatal, en las estribaciones de la Sierra Madre Oriental y de la sierra de Tamaulipas. Llera pertenece a la región económica del centro del Estado. Colinda al norte con los Municipios de Victoria y Casas, al Sur colinda con los municipios de Gómez Farías, Xicoténcatl y González. Al Este colinda con el municipio de Casas y al oeste con los de Ciudad Victoria y Jaumave. Llera está localizado en las siguientes coordenadas, latitud 23° 19′ 04″ y longitud 99° 1′ 27″ a una altitud de 291 metros sobre el nivel del mar. En una extensión territorial de 2,283.53 km², que representa el 2.86 por ciento del total de la superficie del Estado.
El municipio de Llera forma parte de la reserva de la Biosfera de El Cielo, que se localiza en la parte suroeste del municipio, la cual se extiende sobre ambas vertientes de la sierra madre oriental, en la región conocida como sierra de cucharas, cubre un área de 17343.6 has. dentro del municipio.

## Localidades
El municipio de Llera cuenta en su totalidad con diversas localidades llámense ejidos y poblados, siendo la principal Llera de Canales su cabecera municipal después de esta algunos de los más importantes son:
- Nuevo poblado El Encino
- Ignacio Zaragoza
- Colonia Guanajuato
- San Rafael
- Guayalejo
- La Angostura
- Felipe Carrillo Puerto
- El Cabrito
- San Juan
- San Isidro
- Rancho Nuevo del Sur
- El Consuelo
- San Miguel del Olivo
- Felipe Ángeles (el Carrizo)
- Santa ISabel
- Brecha san Lorenzo
- General Pedro J. Méndez
- Emiliano Zapata
- La Purísima
- El Prado
- La Clementina
- Casa del Campesino (las Compuertas)
- Santa Fe
- El Guayabo
- Huerta la Morita
- Ejido Francisco Villa

## Economía

### Agricultura
Desde su fundación el 25 de diciembre de 1748 Llera se ha mantenido como una región agrícola-pecuaria.
Sus vastas planicies han servido para que a lo largo de su historia se desarrollen diversos tipos de cultivo entre ellos, maíz, frijol, nopal, caña de azúcar, papaya, mango, cítricos como la naranja, limón, mandarina, pomelo, por su clima seco subtropical se ha desarrollado en épocas recientes la cosecha de hortalizas sobre todo para el rumbo de Gonzales, hortalizas como tomate, cebolla, cilantro, repollo, zanahoria, etc. entre otros y para el rumbo de Ciudad Mante se ha desarrollado en épocas recientes el cultivo del Henequén para su procesamiento industrial.

### Ganadería
En sus fértiles campos de cultivo y laderas de los cerros se ha desarrollado a menor escala la cría de ganado de subsistencia entre ellos cabe mencionar ganado bovino, ovino, caprino, porcino, caballar, mular, asnar Y apícola así como las aves de corral(gallinas, guajolotes, patos, etc.)

### Apicultura
Reconocida en todo México la gran tradición melífera de la región cabe destacar el gran número de familias que se dedican a esta actividad ancestral de la cría y capa de la abeja melífera europea para la extracción de diversos productos como lamiel, cera, polen, jalea real entre otros esta actividad llevada a cabo en conjunto con otras actividades en simbiosis y pocos veces siendo la apicultura la actividad principal de subsistencia.

### Industria
En épocas pasadas la industrialización se mantuvo alejada de esta región pero cabe destacar el sector cítrico con una fábrica de procesamiento de zumo y gabaso, así como también en épocas recientes una procesadora de hortalizas a menor escala así como
también de las fibras de Henequén.

## Hidrografía
El río Guayalejo atraviesa el municipio en dirección noroeste sureste a través de 123 km de recorrido recibiendo afluentes de diversos arroyos y canales, sirviendo sus aguas para ganadería, agricultura y esparcimiento.

## Flora
En sus extensas planicies así como también en sus laderas y cerros crecen una gran variedad de plantas que van desde pequeños arbustos y plantas menores hasta enormes árboles y coníferas, entre los arbustos pequeños podemos mencionar plantas como amargoso, lechuguilla, damiana, girasol, campanilla, hortiguilla, malahierba, carnizuelo, tenaza, entre los árboles podemos mencionar, goteador, aquiche, nacagua, palo del sol, hebano, hueso de tigre, chaca, palo azul, etc., entre otras.

## Fauna
Entre sus extensas planicies y laderas así como cerros podemos encontrar gran variedad de animales que van desde reptiles, aves, mamíferos etc., podemos mencionar víbora de cascabel, coralillo, iguanas, lagartijos, armadillos, tlacuaches, cerdos salvajes, osos negros, correcaminos, pájaros carpinteros, hurracas, pijulles, zopilotes, ranas, sapos, venados, palomas, tortugas, etc. entre otras.